# Termitoxenia kistnerorum
Termitoxenia kistnerorum är en tvåvingeart som beskrevs av Ronald Henry Lambert Disney 1995. Termitoxenia kistnerorum ingår i släktet Termitoxenia och familjen puckelflugor.
Artens utbredningsområde är Angola. Inga underarter finns listade i Catalogue of Life.